# تسوتومو ماتسودا
تسوتومو ماتسودا (باليابانية: 松田 勉) (مواليد 5 أكتوبر 1983)، هو لاعب كرة قدم ياباني سابق كان يلعب كمدافع.

## وصلات خارجية
- تسوتومو ماتسودا على موقع رابطة كرة القدم اليابانية للمحترفين (اليابانية)
- تسوتومو ماتسودا على موقع قاعدة بيانات كرة القدم.إي يو (الإنجليزية)
- تسوتومو ماتسودا على موقع عالم كرة القدم.نت (الإنجليزية)